# Eben Moglen
Eben Moglen és professor de dret i història legal a la Universitat de Colúmbia. És el fundador, director i president del Software Freedom Law Center, que suportat financerament per moltes de les empreses més importants del món de la informàtica, té com a clients els desenvolupadors de programari lliure, inclosa la Free Software Foundation.

## Biografia
Moglen va començar com a programador informàtic i va rebre la seva llicenciatura al Swarthmore College l'any 1980, on va guanyar el Hicks Prize de crítica literària. El 1985 es va doctorar a la Universitat Yale. Va ser professor visitant a les universitats de Harvard, Tel-Aviv i a Virginia des de 1987.
Va treballar com a passant per al jutge Thurgood Marshall (període 1986-87). Va ingressar a la facultat de Columbia Law School el 1987, va ser admès al col·legi d'advocats de New York el 1988. Va rebre el doctorat en història de la Yale University el 1993. Moglen és actualment el director de la Public Patent Foundation.
Moglen va participar en l'equip de defensa de Philip Zimmermann, quan Zimmermann estava sent investigat per l'exportació del programari Pretty Good Privacy, un sistema de criptografia pública afectat per les regulacions d'exportació d'armaments vigents als Estats Units llavors.
L'any 2003 va rebre el EFF Pioneer Award. El febrer de 2005 va fundar el Software Freedom Law Center.
Moglen està fortament involucrat amb la Free Software Foundation, d'on va ser advocat des de 1994 i membre del consell de direcció del 2000 al 2007. Com a advocat, Moglen es va encarregar de fer complir la GNU General Public License en nom de la FSF, i després es va involucrar en la redacció de l'esborrany de la versió 3 del GPL. El 23 d'abril de 2007 va anunciar en un blog que sortia del consell de direcció de la Free Software Foundation. Moglen va dir que un cop s'hagi alliberat l'esborrany del GPLv3 (Discussion Draft 3) vol dedicar més temps a escriure, ensenyar i al Software Freedom Law Center.